# Triaspis pygmaea
Triaspis pygmaea är en stekelart som först beskrevs av Szepligeti 1913.  Triaspis pygmaea ingår i släktet Triaspis och familjen bracksteklar. Inga underarter finns listade i Catalogue of Life.